# Дощова крапля

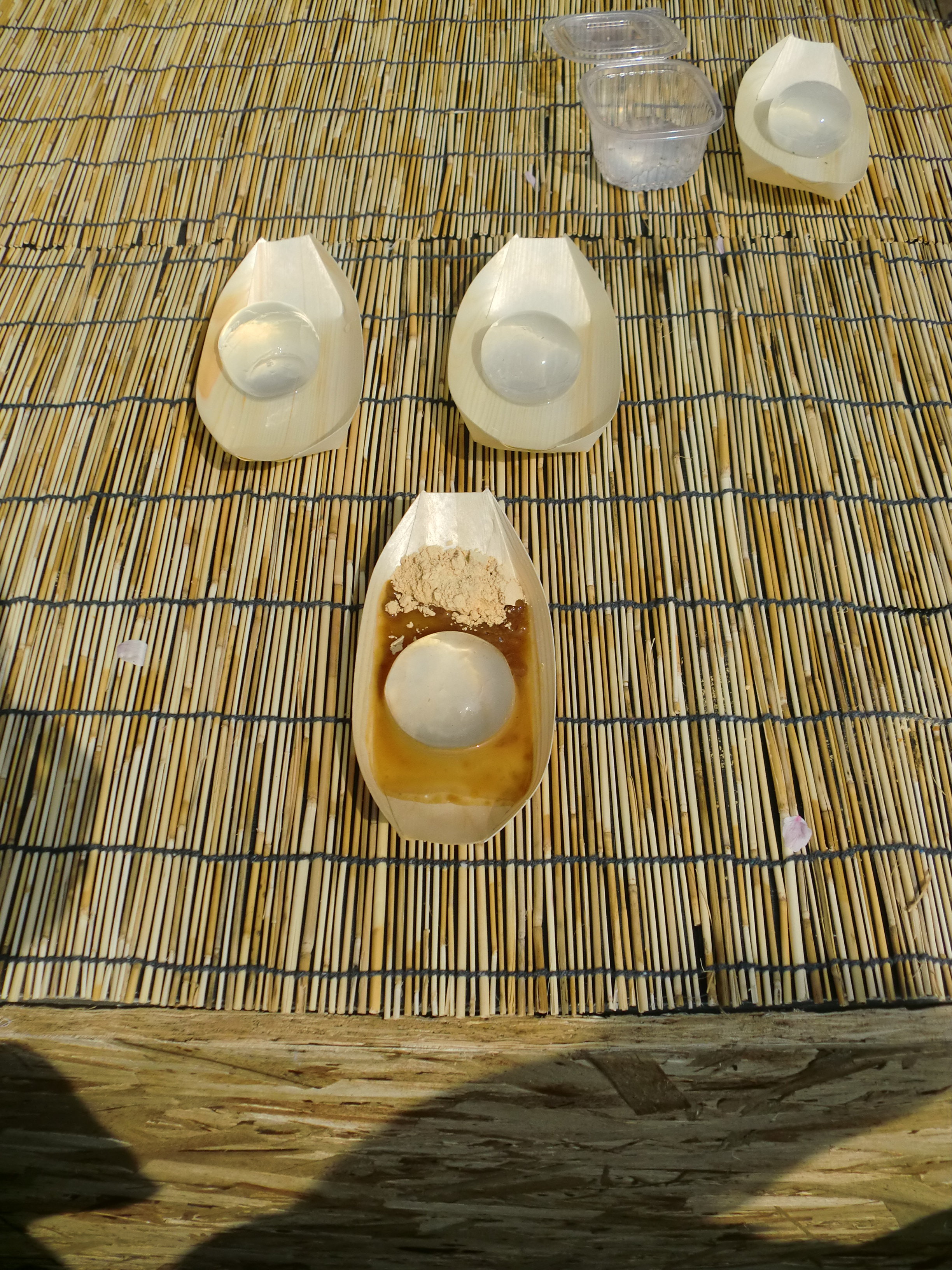
Мідзу шінґен мочі

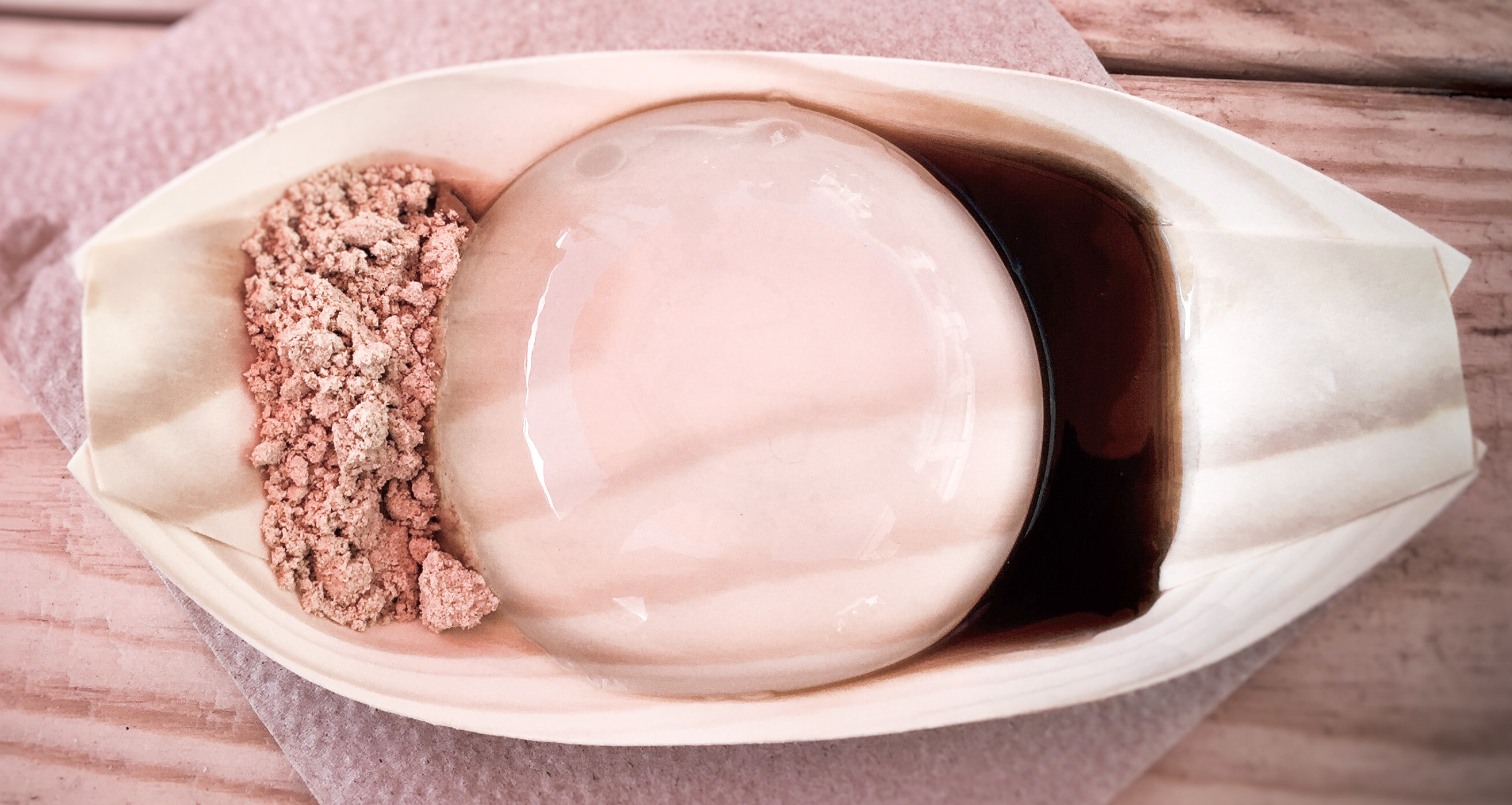
Десерт дощова крапля поданий з куроміцу і кінако

Дощова крапля (яп. 水 信玄 餅) — японський десерт, желе з води та агару, що відповідно нагадує дощову краплю. Вперше він став популярним в Японії в 2014 році, а потім і за кордоном.

## Історія
Спочатку японський десерт, відомий як мідзу шінґен мочі (水 信玄 餅), було створено компанією Kinseiken Seika в префектурі Яманасі поблизу Токіо, Японія, в 2014 році. Мідзу означає «вода», а шінґен мочі — це вид солодкого рисового пирога (мочі), що виготовляється компанією Kinseiken. За рік до 2013 року творець хотів дослідити ідею виготовлення їстівної води. Десерт став вірусною сенсацією, і люди робили спеціальні поїздки, щоб продегустувати цю страву.
Даррен Вонг представив страву у США в Нью-Йорку на ярмарці Сморґасбурґ у квітні 2016 року. Незабаром після цього лондонський ресторан Yamagoya пропрацював чотири місяці над розробкою іншої версії.

## Опис
Страва виготовляється з мінеральної води та агару; таким чином, вона практично не містить калорій. Вода в оригінальній страві була отримана з гори Кайкома в горах Акаісі, де вона має м'який, солодкий смак. Агар — це вегетаріанська/веганська альтернатива желатину, виготовлена з морських водоростей. Після нагрівання суміш з агаром виливають у форму і охолоджують. Куроміцу (японський сироп подібний до меляси) і кінако (смажене соєве борошно) часто використовують при подачі десерту. Десерт виглядає як прозора дощова крапля, хоча його також порівнювали з грудними імплантатами та медузами. В основному цей десерт без смаку тане, потрапляючи в рот, і його потрібно їсти негайно, інакше він розтане і почне випаровуватися через двадцять хвилин.
Десерт також продається в наборах для домашнього приготування. Він демонструвався основними ЗМІ, такими як The Today Show, BuzzFeed та ABC News.